# 本願寺帯広別院
本願寺帯広別院（ほんがんじおびひろべついん）は北海道帯広市にある浄土真宗本願寺派の寺院である。

## 概要
十勝地方の大都市・帯広市街にあり、道東唯一の本願寺派の直属寺院（別院）である。開拓後に設立、発展してきた。市内には真宗大谷派の帯広別院もあるため、本山の通称にちなみ当院を西別院と通称し区別されている。

## 境内
- 本堂 - 外陣は参拝者約1,000人を収容できる。内陣は一般的な浄土真宗の寺院のように、中央に御本尊（阿弥陀如来）、左脇壇に宗祖（親鸞）御影[1]、右脇壇に先師御影、左余間に聖徳太子御影、右余間に七高僧御影を安置。
- 浄華堂 - 納骨堂
- 照真閣 - 会館
- 鐘楼堂
- 駐車場
- 親鸞聖人像 - 銅像

## 行事
- 毎月15・16日 - 宗祖月忌法要

- 月例布教
  - (4月～9月)毎月1・2・3日
  - 月例布教(10月以降)毎月1・2日
    - 1月は中止

- 毎月16日 - 晨朝総参拝、朝粥接待

- 1月1日 - 元旦会
- 3月 - 春季彼岸会法要
- 4月 - 春季永代経法要
- 5月 - 宗祖降誕会
- 7月 - 暁天講座。東別院（真宗大谷派帯広別院）と共催。
- 8月 - 盂蘭盆会 (全戦没者追悼法要・浄華堂追悼法要併修)
- 9月 - 秋季彼岸会法要
- 10月 - 秋季永代経法要
- 11月 - 報恩講
- 12月 - 御煤拂
- 12月31日 - 除夜会

## 歴史
- 1895（明治28）年以降 - 布教が行われていた。
- 1906（明治39）年 - 第22代鏡如（大谷光瑞）門主の帯広巡教に際し、300余名の信徒は、藤本長藏を総代として別院昇格を申請。

- 1907（明治40）年10月 - 本派本願寺帯広別院として認可される。初代輪番脇谷諦了。
- 1926（大正15）年 - 本堂建立を垂示される。

- 1930（昭和5）年 - 本堂完成。
- 1935（昭和10）年9月 - 本堂落慶法要。帯広は素より、道北・道東の一般寺院の門信徒も参拝。

- 1957（昭和32）年 - 第23代勝如（大谷光照）門主を迎え、別院創立50周年法要。

- 1963（昭和38）年 - 勝如を迎え、親鸞聖人700回忌法要。
- この頃、別院創立50周年と親鸞聖人700回忌の記念事業として、浄華堂（納骨堂）・対面所・庫裡を建立する。

- 1984（昭和59）年 - 第24代即如（大谷光真）門主親修の宗祖聖人御誕生800年・立教開宗750年慶讃法要記念事業として多目的使用可能な会館を建立。勝如・即如両門主の諱、光照・光真より一字ずつ戴し、「照真閣」と命名。